# Travers River

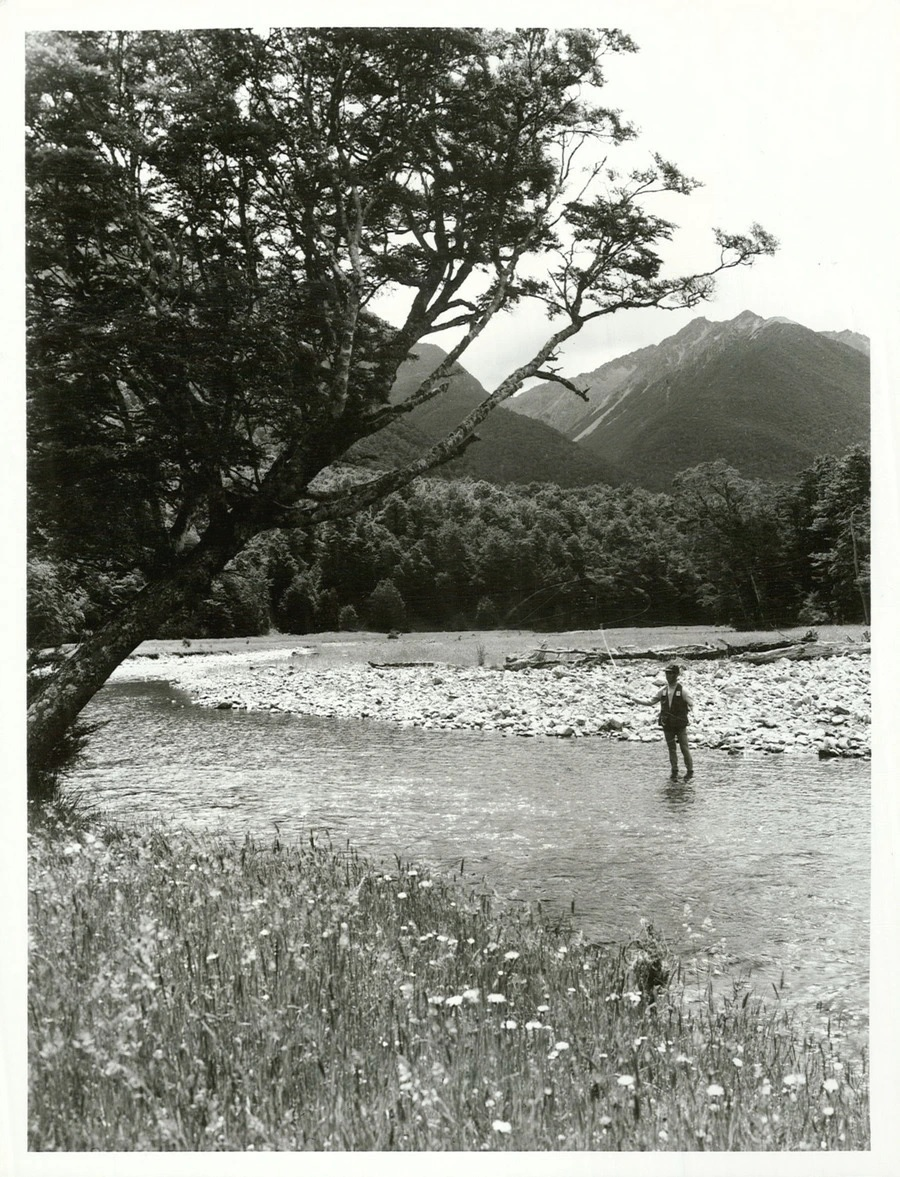
Fischen im Travers River (1979)

Der Travers River ist ein Fluss im Nelson Lakes National Park der Region Tasman auf der Südinsel von Neuseeland.

## Geographie
Der Travers River entspringt an der nordwestlichen Seite eines kleinen Sees, nordwestlich des 1970 m hohen Rainbow Pass und westnordwestliche des 2220 m hohen Kehu Peak. Von seinem Entstehungsort fließt der noch junge Travers River über rund 7 km in einer leichten S-Form in nordnordöstliche Richtung und mündet nach insgesamt 22 km Flussverlauf in den südlichen Teil des Lake Rotoiti.

## Wanderwege
Von der Coldwater Hut nahe dem Mündungsgebiet des Travers River führt der Lower Travers Valley Track flussaufwärts und geht, nachdem der Cascade Track nach Westen abgezweigt ist, in den Upper Travers Valley Track über. Dieser führt weiter entlang des Flusses und zweigt rund 1 km nordöstlich des Entstehungsgebietes des Flusses nach Westen ab, führt über den 1787 m hoch liegenden Poukirikiri Travers Saddle und geht anschließend in den Travers Saddle Track über, der am Sabine River West Branch und dem Blue Lake Track endet.
Ein Anschluss des Wanderwegs über die Coldwater Hut erfolgt über den hier an der Westseite des Lake Rotoiti entlanglaufenden Lakeside Track nach Norden.
Der Lakeside Track, der an der Ostseite des Sees entlang führt, findet im Tal des Travers River eine Fortsetzung über die Lakehead Hut und den Lakehead Track und wird später in der Talverengung über eine Hängebrücke mit den Upper Travers Valley Track zusammengeführt.
Das Department of Conservation (DOC) unterhält entlang des Tales und dem umliegenden Gebirge eine Anzahl von Gebirgs- und Schutzhütten. Dazu gehören die Lake Head Hut, Coldwater Hut, Angelus Hut, Hopeless Hut, Cupola Basin Hut, John Tait Hut und die Upper Travers Hut. Das DOC unterhält bei Saint Arnaud am See liegend ein Informationszentrum.

## Flora und Fauna
Der Oberlauf des Flusses liegt in offenem Grasland, das von den frühen europäischen Siedlern abgebrannt und beweidet wurde. Über der Baumlinie ist der Bereich des Oberlaufes von subalpinen Sträucher bewachsen. Weiter flussab fließt der Fluss durch ursprünglichen Südbuchenwald.  